# Hydrelaps darwiniensis
Hydrelaps darwiniensis är en ormart som beskrevs av Boulenger 1896. Hydrelaps darwiniensis är ensam i släktet Hydrelaps som ingår i familjen giftsnokar och i underfamiljen havsormar. IUCN kategoriserar arten globalt som livskraftig. Inga underarter finns listade i Catalogue of Life.
Arten blir upp till 50 cm lång. Den jagar antagligen fiskar. Honor lägger inga ägg utan föder levande ungar.
Hydrelaps darwiniensis förekommer vid kustlinjen av norra Australien och södra Nya Guinea. Den når ett djup av 10 meter. Ormen kryper ofta i den mjuka leran nära kusten och den hittas i mangrove. Arten uppsöker hålrum som skapades av krabbor för att hitta föda.